# Френсіс (ураган)
Ураган «Френсіс» (англ. Hurricane Frances) — другий за силою тропічний циклон в Атлантиці протягом 2004 року і виявився дуже руйнівним у Флориді. Це був шостий названий шторм, четвертий ураган і третій великий ураган сезону атлантичних ураганів 2004 року. Френсіс був першим ураганом, який вразив увесь Багамський архіпелаг з 1928 року та майже повністю знищив їхню сільськогосподарську економіку.
Френсіс пройшла над центральними районами Флориди, через три тижні після урагану Чарлі, завдавши значної шкоди врожаю цитрусових у штаті, закривши основні аеропорти та школи, а також скасувавши футбольний матч для студентів. Потім шторм ненадовго перемістився від узбережжя Флориди до північно-східної частини Мексиканської затоки та вдруге вийшов на берег США, на Флоридській Пахандейл, а потім прискорився на північний схід через східну частину Сполучених Штатів біля Аппалачів в Атлантичну Канаду, послаблюючись. Значний спалах торнадо супроводжував шторм у східній частині Сполучених Штатів, майже рівний спалаху від Ураган Беула. У зв’язку з цим повільним і відносно великим ураганом пройшли дуже сильні дощі, які спричинили повені у Флориді та Північній Кароліні. 50 людей загинули, а збитки склали 10,1 мільярда доларів США (2004 року).

## Метеорологічна історія

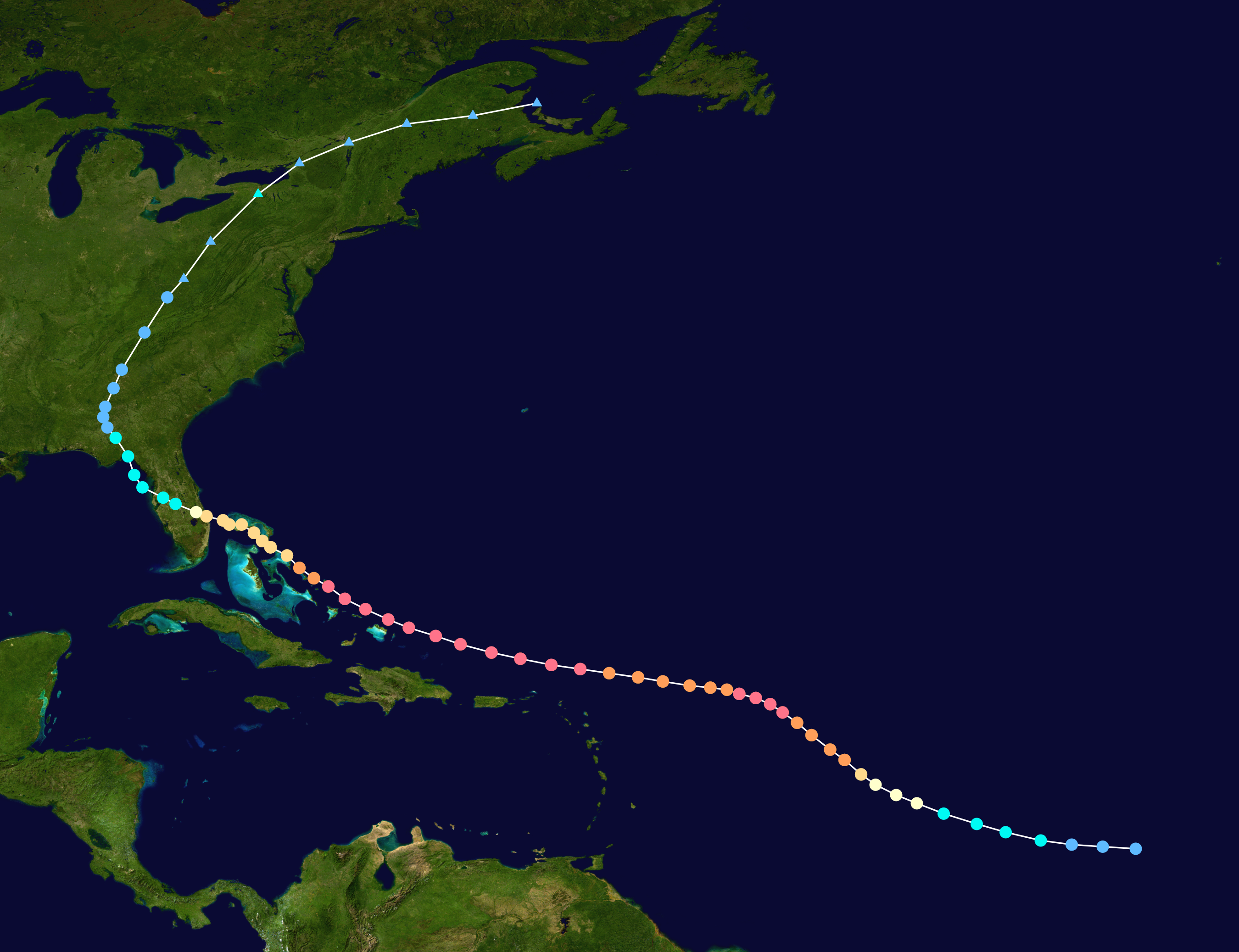
Траєкторія руху Урагану Френсіс

Потужна тропічна хвиля рухалася від західного узбережжя Африки 21 серпня. Рухаючись під основою субтропічного хребта, вона рухалася на захід протягом кількох днів, залишаючись неорганізованою, незважаючи на сприятливі умови. Грози, пов’язані з хвилею, нарешті почали організовуватися рано 24 серпня, і того вечора система перетворилася на тропічну депресію. Хороший відтік верхнього рівня спостерігався у всіх квадрантах, крім східних, коли депресія продовжувала свій шлях, і вона посилилася до статусу тропічного шторму 25 серпня, приблизно в 1420 милях (2290 км) на схід від Малих Антильських островів.
Тропічний шторм, який тепер називається Френсіс, ще більше посилився 26 серпня в середовищі низького вертикального зсуву вітру, коли його траєкторія вигинається на північний-захід. Френсіс швидко активізувався, розвинувши око та досягнувши сили урагану пізно того дня. 27 серпня наближення до верхнього рівня спонукало Френсіс рухатися на північний-захід 28 серпня циклон досяг свого основного піку інтенсивності 135 миль на годину (217 км/год). Ураган повернувся повернувся до свого первісного руху на захід 29 серпня, коли верхня западина відсунулася від регіону, а субтропічний хребет зміцнився на північ від Френсіса.

Фотографія урагану «Френсіс», зроблена Майком Фінке на борту Міжнародної космічної станції 27 серпня 2004 року

Протягом наступного дня ураган пройшов цикл заміни очної стінки, під час якого максимальна швидкість вітру зменшилася до 115 миль на годину (185 км/год). Ця тенденція до ослаблення була короткочасною, і шторм знову посилився вдень 30 серпня, оскільки вертикальний зсув вітру залишався низьким. Шторм продовжував посилюватися, повертаючи на північний-захід, досягнувши піку інтенсивності 145 миль на годину (233 км/год) 2 вересня в 555 милях (893 км) на південний-схід від Вест-Палм-Біч, Флорида. 2 вересня Френсіс увійшов до Багамських островів, пройшовши безпосередньо над островом Сан-Сальвадор і дуже близько до острова Кет. Шторм послабшав до урагану категорії 3 о 14:00, що спочатку пояснювалося внутрішніми процесами, але пізніше було встановлено, що причиною стали посилення західного вітру вгорі та вертикальний зсув вітру. 3 вересня «Френсіс» пройшла в районі острова Абако і безпосередньо над Великий Багама, продовжуючи повільно слабшати. Шторм відновив інтенсивність урагану категорії 2 до того, як пройшов над островом Великий Багама, а також уповільнив швидкість через слабкість субтропічного хребта на півночі. Частини Південної Флориди почали страждати від шквалів і зовнішніх дощових смугурагану в цей час. Повідомлялося про пориви від 40 миль на годину (64 км/год) до 87 миль на годину (140 км/год) від входу Юпітера до Маямі.
Френсіс рухався повільно, від 5 до 10 миль на годину (8,0-16,1 км/год), перетинаючи теплу течію Гольфстрим між Багамськими островами та Флоридою, що викликало занепокоєння, що вона може знову посилитися. Однак інтенсивність вітру Френсіс залишалася стабільною за 2 категорією з максимальними постійними вітрами 105 миль на годину (169 км/год), у той час як він наблизився до східного узбережжя Флориди між Форт-Пірсом і Вест-Палм-Біч протягом більшої частини вересня. О 23:00 західний край очної стінки почав рухатися на берег. Через його велике око, діаметр якого становив приблизно 80 миль (130 км), і його повільний рух вперед, центр циркуляції залишався на березі ще кілька годин. О 1 годині ночі за східним часом 5 вересня (05:00 UTC) центр широкого ока Френсіс зробив вихід на берег узбережжя Флориди, на південній частині острова Хатчінсон, поблизу Сіволлс-Пойнт, Дженсен-Біч і  Порт-Салерно, Флорида. Пізно ввечері 5 вересня Френсіс набрав швидкість через посилення системи високого тиску на півночі та перетнув півострів Флорида, виникнувши над Мексиканською затокою поблизу Тампи у вигляді тропічного шторму. Після короткої подорожі над Мексиканською затокою Френсіс здійснила другий вихід на сушу біля Сент-Маркса, штат Флорида. Френсіс прямував углиб країни, послаблюючись до тропічної депресії та викликаючи сильні дощі на півдному-сході Сполучених Штатів. Коли Тропічна депресія Френсіс повернула на північний-схід, метеорологи Сполучених Штатів у Центрі гідрометеорологічних прогнозів продовжували видавати рекомендації щодо системи, доки вона не перетнула канадсько-американський кордон у Квебеку, де також пройшов сильний дощ.

## Підготовка

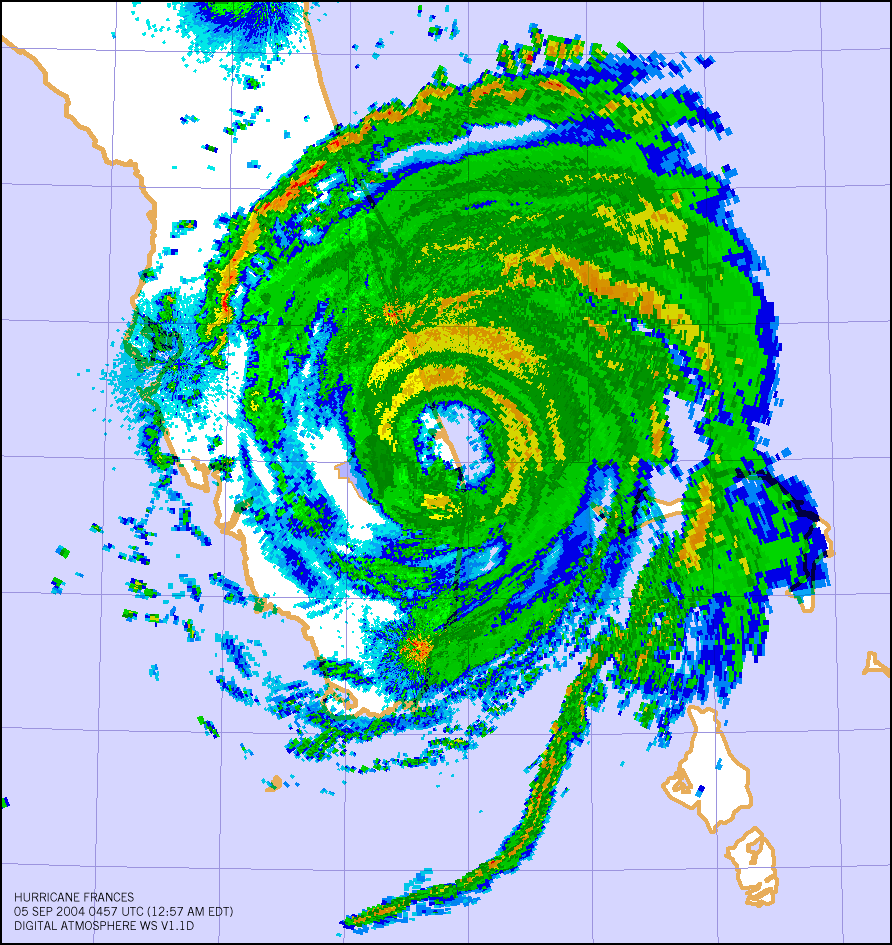
Радіолокаційна зйомка урагану "Френсіс" о 12:57 за східним часом, 5 вересня.